# Li Dan (Leichtathletin)
Li Dan (* 1. Mai 1995) ist eine chinesische Langstreckenläuferin, die sowohl Rennen auf der Bahn, als auch auf der Straße bestreitet.

## Sportliche Laufbahn
2016 gewann Li Dan den Qinhuangdao-Marathon in 2:34:45 h, ehe sie bei den Asienspielen 2018 in Jakarta in 16:18,91 min den zehnten Platz im 5000-Meter-Lauf belegte. Im Jahr darauf wurde sie bei den Asienmeisterschaften in Doha in 15:43,33 min über dieselbe Distanz Fünfte.

## Persönliche Bestleistungen
- 5000 Meter: 15:43,33 min, 21. April 2019 in Doha
- 10.000 Meter: 33:12,96 min, 13. Juli 2020 in Dalian
- Halbmarathon: 1:15:55 h, 8. September 2013 in Wuzhong
- Marathon: 2:26:59 h, 29. November 2020 in Nanjing